# 터라지 P. 헨슨
터라지 P. 헨슨(Taraji P. Henson, 1970년 9월 11일 ~ )은 미국의 배우이다.

## 출연 작품

### 영화
- 록키와 불윙클 (2000)
- 베이비 보이 (2001, Baby Boy)
- 4 브라더스 (2005)
- 스모킹 에이스 (2007)
- 벤자민 버튼의 시간은 거꾸로 간다 (2008)
- 브로큰 데이트 (2010)
- 베스트 키드 (2010)
- 굿 닥터 (2011)
- 내 남자 사용법 2 (2014)
- 히든 피겨스 (2016) - 캐서린 존슨 역
- 주먹왕 랄프 2: 인터넷 속으로 (2018) - 예쓰 역 (목소리)
- 왓 맨 원트 (2019)
- 미니언즈 2 (2021) - 벨 보텀 역 (목소리)
- 컬러 퍼플 (2023)
- 퍼피 구조대: 더 마이티 무비 (2023) - 빅토리아 벤스 역 (목소리)

### 텔레비전
- 보스턴 리걸 (2006-07)
- 퍼슨 오브 인터레스트 (2011-13, 2015)
- 엠파이어 (2015-20) - 쿠키 라이언 역
- 애봇 초등학교 (2023)